# Santa Maria la Fossa
Santa Maria la Fossa – miejscowość i gmina we Włoszech, w regionie Kampania, w prowincji Caserta.
Według danych na rok 2004 gminę zamieszkuje 2645 osób, 91,2 os./km².